# She's the Boss
'She's the Boss' är the Rolling Stones sångaren Mick Jaggers första soloalbum. Tre låtar från albumet släpptes som singlar, "Just Another Night", "Lucky in Love" och "Hard Woman".

## Låtlista
| 1. | Lonely at the Top   | Mick Jagger, Keith Richards | 3:47 |
| 2. | 1/2 a Loaf          | Jagger                      | 4:59 |
| 3. | Running Out of Luck | Jagger                      | 4:15 |
| 4. | Turn the Girl Loose | Jagger                      | 3:53 |
| 5. | Hard Woman          | Jagger                      | 4:24 |

| 6.           | Just Another Night | Jagger                | 5:15  |
| 7.           | Lucky in Love      | Jagger, Carlos Alomar | 6:13  |
| 8.           | Secrets            | Jagger                | 5:02  |
| 9.           | She's the Boss     | Jagger, Alomar        | 5:15  |
| Total längd: | Total längd:       | Total längd:          | 43:09 |